# ランキャスター・パーク
ランキャスター・パーク（英: Lancaster Park）は、ニュージーランドのクライストチャーチに所在する競技場。ネーミングライツにより1998年から2007年までジェイド・スタジアム、2007年からはAMIスタジアムと呼ばれていた。2011年2月に発生したカンタベリー地震の被害を受けスタジアムの建物は2019年に取り壊され、2022年にレクリエーションとスポーツフィールドとしての利用が再開された。

## 概要
1880年設立。同競技場は1881年より1998年までランキャスター・パーク（Lancaster Park）の名称で呼ばれたが、1998年にネーミング・ライツを導入し、競技場の名称を有期売却する方針を決定した。そのため1998年から2007年までの10年間の命名権をソフトウェアー会社のジェイドへ売却し、ジェイド・スタジアム（Jade Stadium）と、更に2007年に損害保険会社のAMIへ売却したため、AMIスタジアムと呼ばれた。観客席（スタンド）も命名権制度により売却され、観客席ごとに異なる名称がついていた。競技場の運営管理は、クライストチャーチ市が出資した運営会社VBASEが行っている。なお、VBASEはクライストチャーチ・タウンホール他、ホール、競技場の運営管理も担当していた。
カンタベリーラグビー協会の本拠地であり、スーパーラグビークルセイダーズの本拠地でもあった。夏季にはクリケットの国際大会競技場としても使用される他、ラグビーリーグ、サッカー、陸上競技、コンサート会場としても使用されていた。
2002年の改修工事を経て現在の座席数は38,628席。コンサート会場として50,000人を収容できる。コンサート会場としてU2、ボン・ジョヴィ、ビリー・ジョエルほか多くのコンサートが行われた。
ラグビーワールドカップ開催時は座席数を45,000席へ拡張したが、2011年2月に発生したカンタベリー地震の被害を受け、開催を断念した。